# Таштамакский сельсовет
Таштамакский сельсовет — муниципальное образование в Аургазинском районе Республики Башкортостан Российской Федерации.

## История
Согласно Закону РБ "О границах, статусе и административных центрах муниципальных образований в Республике Башкортостан" имеет статус сельского поселения.

## Население
| 2002 | 2009  | 2010 | 2012 | 2013 | 2014 | 2015 |
| ---- | ----- | ---- | ---- | ---- | ---- | ---- |
| 1043 | ↘1026 | ↘986 | ↗988 | ↘981 | ↘966 | ↘931 |
| 2016 | 2017  |      |      |      |      |      |
| ↘914 | ↘898  |      |      |      |      |      |

## Состав сельского поселения
| № | Населённый пункт | Тип населённого пункта          | Население |
| - | ---------------- | ------------------------------- | --------- |
| 1 | Таштамак         | деревня, административный центр | ↘561      |
| 2 | Турсугали        | деревня                         | ↘175      |
| 3 | Усманово         | деревня                         | ↘165      |
| 4 | Гумерово         | деревня                         | ↘85       |